# Jimmy Dimmock
Jimmy Dimmock, właśc. James Henry Dimmock (ur. 5 grudnia 1900 w Londynie, zm. 23 grudnia 1972 tamże) – angielski piłkarz występujący na pozycji napastnika.
W sezonie 1920/1921 wraz z Tottenhamem zdobył Puchar Anglii.
W reprezentacji Anglii zadebiutował 9 kwietnia 1921 w przegranym 0:3 meczu British Home Championship ze Szkocją. W latach 1921–1926 w drużynie narodowej rozegrał trzy spotkania.